# 무라마쓰정
무라마쓰정(村松町)은 니가타현 나카칸바라군에 설치되었던 정이다. 2006년 1월 1일 고센시와 신설합병하여 새 고센시가 설치되면서 폐지, 소멸되었다. 고센시 남부가 무라마쓰정이 있던 곳이다.

## 역사
무라마쓰번의 번청 무라마쓰성의 성읍으로서, 전쟁 전·전쟁 중에는 군도로서 번창하였다. 전후에는 농업과 섬유 산업이 번성했다.
- 1889년 4월 1일 - 정촌제 시행과 함께 무라마쓰정이 성립하였다.
- 1955년 3월 31일 - 무라마쓰정 및 나카칸바라군 오칸바라촌, 가와치촌, 주젠촌 및 스가나촌의 일부가 합병하여 무라마쓰정이 신설되었다.
- 2006년 1월 1일 - 무라마쓰정과 고센시 등 2개 시·정이 신설합병, 새로운 고센시가 설치되고 무라마쓰정 등은 폐지되었다.

## 교통

### 도로
- 국도 290호선